# Izamal (plaats)
Izamal (Yucateeks Maya: Itzamna’) is een stad en een Mayavindplaats in de Mexicaanse deelstaat Yucatán. Izamal is de hoofdplaats van de gemeente Izamal en heeft 15.101 inwoners (census 2005). De stad is ook bekend als "De Gele Stad" en de "Stad van de Heuvels".
De stad is gesticht rond het begin van de jaartelling en was een belangrijk pelgrimnsoord voor de Maya's. De stad was gewijd aan de scheppende god Itzamna en aan de zonnegod Kinich Ahau. Twee enorme precolumbiaanse bouwwerken zijn nog steeds zichtbaar in Azamal. Het eerste is Kinich Kak Moo, de grote piramide voor de zonnegod, met een basis van meer dan 8000 vierkante meter en een inhoud van 700.000 kubieke meter. Boven op deze basis is een piramide van tien verdiepingen. Het tweede bouwwerk is de zogenaamde acropolis, oorspronkelijk Popol Chac genaamd. Deze door mensen gemaakte heuvel is in meerdere eeuwen gebouwd, en diende oorspronkelijk als basis voor paleizen en tempels.
Nog steeds is het grootste deel van de bevolking van Maya-afkomst, en de meeste opschriften zijn tweetalig. Voor veel Maya's is Izamal nog steeds een bedevaartsoord, maar de religieuze gebruiken zijn in een rooms-katholiek jasje gestoken.
Na de Spaanse verovering was Izamal de zetel van de bisschoppen van Yucatán. Onder anderen Diego de Landa heeft hier gewoond. Een Spaanse koloniale stad werd op de ruïnes van de oude stad gebouwd. Veel puin van de Mayaruïnes werd hergebruikt voor Spaanse gebouwen, en op de top van de acropolis is een franciscaner klooster gebouwd.

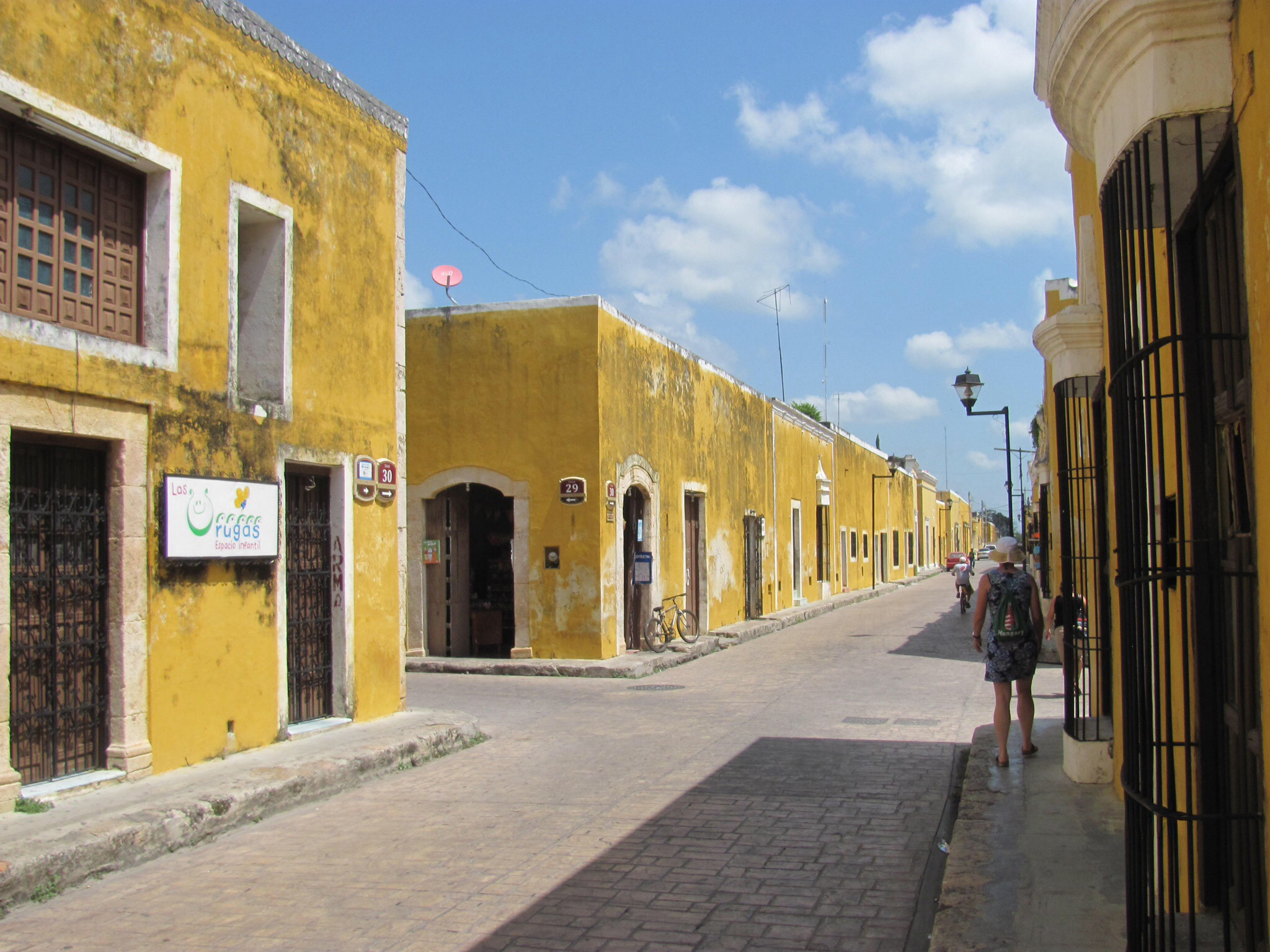
Izamal de gele stad

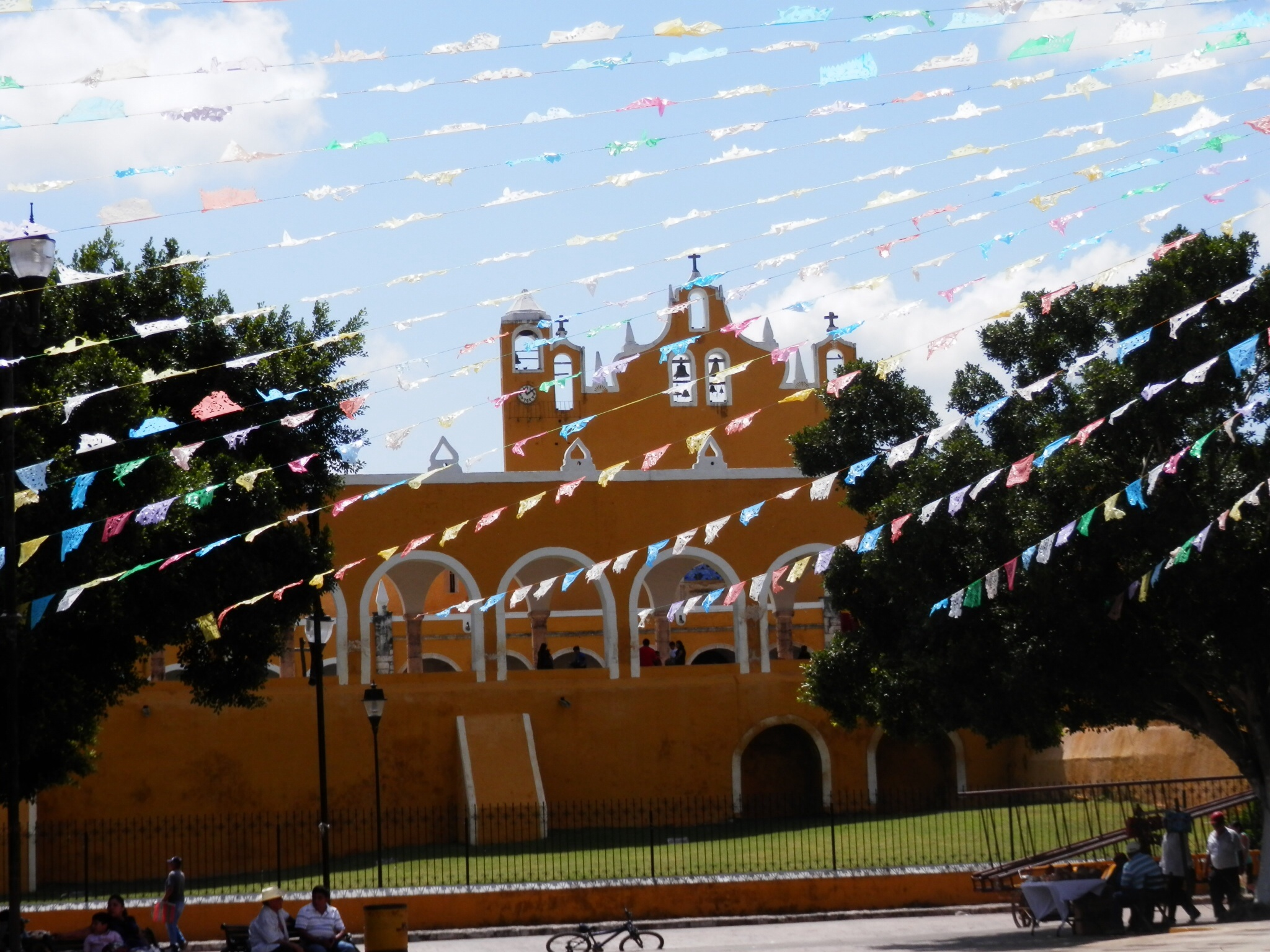
Izamal Katholieke Kerk

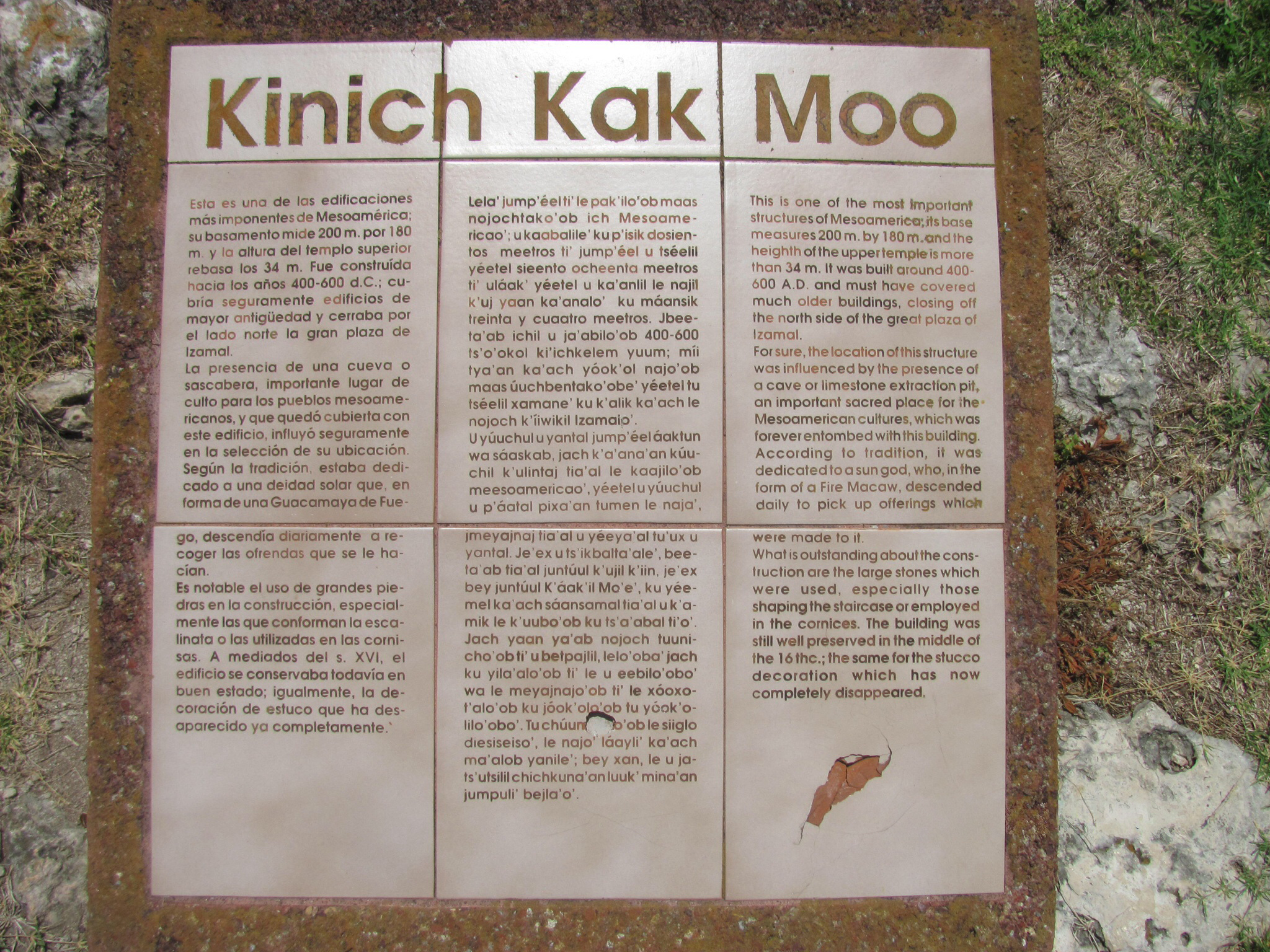
Kinich Kak Moo

In 1975 diende de lokale bevolking klachten in over de ambtenaar die verantwoordelijk was voor landherverdeling, die zich schuldig gemaakt zou hebben aan corruptie. Nadat brieven aan de staats- en federale regering onbeantwoord bleven werd deze ambtenaar dood aangetroffen onder een hoop stenen in het centrale plein van de stad. Een eenheid van het Mexicaanse leger werd naar Izamal gestuurd om de orde te herstellen, maar de daders konden niet worden achterhaald.
In 1993 werd de stad bezocht door Paus Johannes Paulus II, die een mis voor de indiaanse bevolking voorlas.